# Ауенгрунд
Аюнгрунд (нім. Auengrund) — громада в Німеччині, розташована в землі Тюрингія. Входить до складу району Гільдбурггаузен.
Площа — 37,07 км2. Населення становить 2842 ос. (станом на 31 грудня 2021).